# Comté de Lamar (Mississippi)
Pour les articles homonymes, voir Comté de Lamar.
Le comté de Lamar est situé dans l’État du Mississippi, aux États-Unis. Il comptait 64 222 habitants au recensement de 2020 pour une superficie de 1 295 km2. Son siège est Purvis.

## Historique
Le comté a été créé en 1904 par distraction du comté de Marion. Il est nommé en l'honneur de Lucius Quintus Cincinnatus Lamar II, sénateur du Mississippi et secrétaire d'État à l'intérieur sous la présidence de Cleveland. 
Le comté fait partie de l'aire métropolitaine de Hattiesburg.
Il abrite le Salmon Site (en), le seul site d'essais nucléaires américain à l'est du fleuve Mississippi